# Варгас, Хорхе
Хорхе Франсиско Варгас Рамирес (исп. Jorge Fransisco Vargas Ramires) (25 июня 1941, Агуаскальентес, Мексика — 2 ноября 2009, Мехико, Мексика) — мексиканский актёр и певец.

## Биография
Родился 25 июня 1941 года в Агуаскальентесе. Являлся племянником выдающиеся актёра и продюсера Эрнесто Алонсо. В мексиканском кинематографе дебютировал в 1947 году, снявшись в главной роли фильма The Price of Glory и до 1966 года пропал с экранов, начиная с этого времени он стал сниматься в теленовеллах и всего за всю карьеру снялся в 35 работах в кино и телесериалах. Дважды номинирован на премию TVyNovelas, однако попытки не увенчались успехом. В октябре 2009 года у актёра был диагностирован рак толстой кишки в начальной стадии, ему была показана операция, исход которой был бы благоприятным, если бы не врачебная ошибка — во время проведения операции, актёру была занесена бактерия из-за которой он мгновенно угас.
Скончался 2 ноября 2009 года в больнице Мехико. Актёр завещал после смерти его кремировать, но завещание выполнено не было из-за возражения его сына Эрнесто, который захотел своего отца похоронить по христианским законам. Похоронен был на кладбище Пантеон.

### Личная жизнь
Хорхе Варгас был женат дважды:
- Первой супругой была Лупита д'Алесио. Она родила ему троих сыновей: Хорхе, Хорхе Франсиско (скончался в детстве) и Эрнесто. Последний пошёл по стопам своего отца. Личная жизнь не сложилась, супруги развелись.
- Второй супругой актёра была Мария Гонсалес. Она родила ему двоих дочерей: Валерию и Ванессу. После 26 лет брака, всё кончилось разводом.

## Фильмография

### Теленовеллы
- Destilando amor (2007) .... Felipe Montalvo Gil
- Barrera de amor (2005)
- Apuesta por un amor (2004) .... Julio Montaño
- Amor real (2003) .... General Prisco Domínguez Cañero
- La otra (2002) .... Delfino Arriaga
- Mi destino eres tú (2000) .... Héctor Valderrama
- María Isabel (1997) .... Don Félix Pereira
- La sonrisa del Diablo (1992) .... Carlos Uribe
- Lo blanco y lo negro (1989) .... Julio Cantú
- La traición (1984) .... Rafael del Valle
- Quiéreme siempre (1981) .... Guillermo
- El enemigo (1979)
- Una mujer marcada (1979) .... Gilberto
- Pasiones encendidas (1978) .... Ricardo Reyes
- Corazón salvaje (1977) .... Francisco D'Autremont
- Mañana será otro día (1976) .... Arturo Ramírez
- El chofer (1974) .... Manuel
- La hiena (1973) .... Germán Rivas
- Las gemelas (1972) .... Alberto
- La cruz de Marisa Cruces (1970) .... Cristián
- La sonrisa del diablo (1970) .... Rafael
- Puente de amor (1969)
- El diario de una señorita decente (1969) .... Julio
- Pasión gitana (1968) .... Mario
- Amor en el desierto (1967)
- Sueña conmigo Donaji (1967)
- Más fuerte que tu amor (1966) .... Silvio

### Художественные фильмы
- Duro y furioso (2008)
- El secuestro de un pesado (2007)
- El regreso del pelavacas (2005)
- Esclavo y amo (2003) .... Justino
- El corrido de Lino Rodarte (2003)
- La muerte del pelavacas (2003)
- Por un puñado de tierra (2002)
- El rey de los coleaderos (2001) .... José Landeros
- Tres fronteras (2001)
- Entre las patas de los caballos (2000)
- Tequila y mezcal (2000)
- Matar o morir (1999)
- El secuestro de un policía (1991)
- Ciudad sin ley (1990)
- La Coyota (1987)
- Los guaruras (1985)
- Crimen de ocasión (1985)
- El secuestro de Camarena (1985)
- La silla vacía (1984)
- La casa prohibida (1981)
- Los hombres no deben llorar (1976)
- Los ángeles de la tarde (1972)
- Me he de comer esa tuna (1972)
- Ya Ching (1972)
- El precio de la gloria (1948)